# Злинский край
Злинский край (чеш. Zlínský kraj) — административная единица Чешской республики, расположен на юго-востоке исторической области Моравия.

## География
Рельеф края преимущественно гористый. Равнинная местность тянется вдоль реки Моравы и в районе Uherské Hradiště. На севере края находятся Моравские Бескиды, к югу простираются Белые Карпаты, которые образуют естественную границу со Словакией. К югу расположены Всетинские горы (Vsetínská hornatina) и Визовицкий горный район (Vizovická vrchovina). В горной местности земля бедна минералами и не благоприятна для сельского хозяйства. Плодородные почвы имеются только в долинах рек. 49 % земель используется в сельском хозяйстве. В регионе находится несколько больших ландшафтных заповедников, прежде всего Бескиды и Белые Карпаты, которые находятся под охраной ЮНЕСКО. В целях развития международного сотрудничества в сфере экологии создан еврорегион Белые Карпаты.

## Административное деление

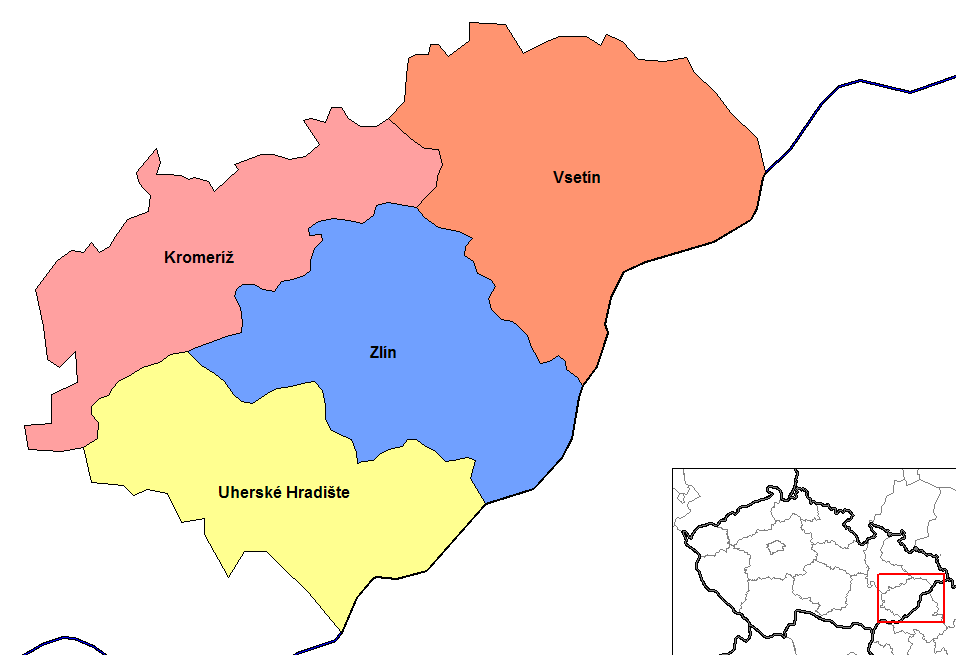
Административная карта края

Злинский край делится на 4 района:
| Район            | Площадь, км² | Население, чел. (2011) | Количество населенных пунктов |
| ---------------- | ------------ | ---------------------- | ----------------------------- |
| Кромержиж        | 796          | 105 569                | 79                            |
| Угерске-Градиште | 991          | 141 467                | 78                            |
| Всетин           | 1143         | 142 420                | 61                            |
| Злин             | 1034         | 190 488                | 89                            |

## Крупные города
| Город                | Население (на 31 декабря 2005 года) |
| -------------------- | ----------------------------------- |
| Злин                 | 78 285                              |
| Кромержиж            | 29 024                              |
| Всетин               | 28 261                              |
| Валашске-Мезиржичи   | 27 362                              |
| Угерске-Градиште     | 26 131                              |
| Отроковице           | 18 665                              |
| Угерски-Брод         | 17 399                              |
| Рожнов-под-Радгоштем | 17 129                              |
| Голешов              | 12 332                              |

## Экономика
Край принадлежит к регионам с неразвитой инфраструктурой, что обусловлено, прежде всего, отдаленностью от крупных производств и недостаточным развитием транспортных перевозок. 18 % промышленных предприятий края занято в обрабатывающей промышленности — обработке резины и пластмассы (2 %), металлообработке (27 %), электротехнике (14 %), машиностроении (3 %) и пищевой промышленности (5 %).